# Fussball Club Vaduz 2021-2022
Questa voce raccoglie le informazioni riguardanti il Fussball Club Vaduz nelle competizioni ufficiali della stagione 2021-2022.

## Stagione
Nella stagione 2021-2022 il Vaduz, allenato da Mario Frick e Alessandro Mangiarratti, concluse il campionato di Challenge League al 4º posto. In Europa Conference League il Vaduz fu eliminato al secondo turno dall' Újpest.

## Rosa
| N. |                                 | Ruolo | Calciatore        |
| -- | ------------------------------- | ----- | ----------------- |
| 1  | Liechtenstein (bandiera)        | P     | Benjamin Büchel   |
| 5  | Austria (bandiera)              | D     | Anes Omerović     |
| 6  | Kosovo (bandiera)               | D     | Fuad Rahimi       |
| 7  | Svizzera (bandiera)             | A     | Matteo di Giusto  |
| 8  | Liechtenstein (bandiera)        | C     | Sandro Wieser     |
| 9  | Austria (bandiera)              | A     | Manuel Sutter     |
| 10 | Svizzera (bandiera)             | A     | Tunahan Çiçek     |
| 11 | Svizzera (bandiera)             | A     | Simone Rapp       |
| 12 | Svizzera (bandiera)             | D     | Gianni Antoniazzi |
| 13 | Svizzera (bandiera)             | D     | Kevin Iodice      |
| 14 | Serbia (bandiera)               | C     | Milan Gajić       |
| 15 | Svizzera (bandiera)             | D     | Yannick Schmid    |
| 17 | Svizzera (bandiera)             | C     | Joël Ris          |
| 19 | Bosnia ed Erzegovina (bandiera) | A     | Dejan Đokić       |
| 20 | Liechtenstein (bandiera)        | C     | Simon Lüchinger   |
| 22 | Germania (bandiera)             | D     | Nico Hug          |
| 23 | Svizzera (bandiera)             | D     | Dario Ulrich      |

| N. |                               | Ruolo | Calciatore        |
| -- | ----------------------------- | ----- | ----------------- |
| 24 | Svizzera (bandiera)           | D     | Cédric Gasser     |
| 26 | Liechtenstein (bandiera)      | A     | Ferhat Saglam     |
| 27 | Svizzera (bandiera)           | D     | Linus Obexer      |
| 28 | Svizzera (bandiera)           | P     | Nico Strübi       |
| 30 | Svizzera (bandiera)           | C     | Gabriel Lüchinger |
| 34 | Macedonia del Nord (bandiera) | A     | Ardit Destani     |
| 35 | Svizzera (bandiera)           | C     | Yago Gomes        |
| 37 | Austria (bandiera)            | A     | Elvin Ibrišimović |
| 42 | Svizzera (bandiera)           | P     | Gion Chande       |
| 43 | Serbia (bandiera)             | C     | Albin Behluli     |
| 47 | Svizzera (bandiera)           | C     | Fabio Fehr        |
| 77 | Austria (bandiera)            | C     | Kristijan Dobras  |
|    | Italia (bandiera)             | D     | Giosuè Capozzi    |
|    | Liechtenstein (bandiera)      | D     | David Jäger       |
|    | Svizzera (bandiera)           | C     | Tim Staubli       |
|    | Liechtenstein (bandiera)      | C     | Emanuel Zünd      |

## Organigramma societario
Area tecnica
- Allenatore: Alessandro Mangiarratti
- Allenatore in seconda: Romain Villiger
- Preparatore dei portieri: Sebastian Selke
- Preparatori atletici:

## Calciomercato

### Sessione estiva
| Acquisti | Acquisti          | Acquisti       | Acquisti |
| R.       | Nome              | da             | Modalità |
| -------- | ----------------- | -------------- | -------- |
| C        | Joël Ris          | Young Boys II  |          |
| P        | Nico Strübi       | San Gallo      |          |
| D        | Gianni Antoniazzi | Chiasso        |          |
| C        | Kristijan Dobras  | Blau-Weiß Linz |          |
| A        | Simone Rapp       | Sepsi OSK      |          |
| D        | Dario Ulrich      | Kriens         |          |

| Cessioni | Cessioni         | Cessioni             | Cessioni |
| R.       | Nome             | a                    | Modalità |
| -------- | ---------------- | -------------------- | -------- |
| D        | Joël Schmied     | Sion                 |          |
| C        | Sebastian Santin | Dornbirn             |          |
| P        | Justin Ospelt    | Uerdingen 05         |          |
| D        | Pius Dorn        | Thun Berner Oberland |          |
| C        | Boris Prokopič   | Altach               |          |

### Sessione invernale
| Acquisti | Acquisti       | Acquisti  | Acquisti |
| R.       | Nome           | da        | Modalità |
| -------- | -------------- | --------- | -------- |
| C        | Tim Staubli    | San Gallo |          |
| C        | Fabio Fehr     | Sciaffusa |          |
| D        | Anes Omerović  | Dornbirn  |          |
| D        | Giosuè Capozzi | Brühl     |          |

| Cessioni | Cessioni     | Cessioni | Cessioni |
| R.       | Nome         | a        | Modalità |
| -------- | ------------ | -------- | -------- |
| D        | Denis Simani | Lucerna  |          |

## Risultati

### Challenge League

#### Prima fase, girone di andata
| Arbitro: | Schärli |

|                              |           |                            |
| Malinowski 26’ Muntwiler 55’ | Marcatori | 73’ Schmied 89’, 90’ Çiçek |

| Arbitro: | Huwiler |

|           |           |                                 |
| Đokić 49’ | Marcatori | 27’ Gazzetta 45’ Haile-Selassie |

| Arbitro: | Gianforte |

|            |           |  |
| Chader 90’ | Marcatori |  |

| Arbitro: | Huwiler |

|            |           |           |
| Ardaiz 45’ | Marcatori | 39’ Đokić |

| Arbitro: | Piccolo |

|                  |           |                                |
| Gashi 45’ (rig.) | Marcatori | 3’ Rahimi 54’ Dobras 57’ Gajić |

| Arbitro: | Odiet |

|                                          |           |                |
| Giusto 38’ Çiçek 71’ Rahimi 76’ Rapp 81’ | Marcatori | 90’ Harambasic |

| Arbitro: | Turkes |

|                   |           |  |
| Gajić 13’ Hug 37’ | Marcatori |  |

| Arbitro: | Kanagasingam |

|                      |           |  |
| Koné 21’ Eleouet 90’ | Marcatori |  |

| Arbitro: | von Mandach |

|            |           |                                             |
| Giusto 27’ | Marcatori | 19’ (rig.), 42’ (rig.) Gerndt 44’ Dzonlagic |

#### Prima fase, girone di ritorno
| Arbitro: | Drmic |

|  |           |                        |
|  | Marcatori | 75’ Rapp 90’ Lüchinger |

| Arbitro: | Wolfensberger |

|                        |           |          |
| Lüchinger 11’ Rapp 85’ | Marcatori | 48’ Fehr |

| Arbitro: | Turkes |

|                             |           |               |
| Dobras 11’ Çiçek 51’ (rig.) | Marcatori | 64’ Schneider |

| Arbitro: | Schärli |

|          |           |          |
| Roth 20’ | Marcatori | 60’ Rapp |

| Arbitro: | Schärer |

|          |           |                            |
| Rapp 49’ | Marcatori | 45’ Izmirlioglu 65’ Fazliu |

| Arbitro: | Odiet |

|                       |           |           |
| Dobras 23’ Gasser 56’ | Marcatori | 33’ Hadji |

| Arbitro: | Piccolo |

|          |           |                          |
| Lang 42’ | Marcatori | 23’ Gasser 61’, 80’ Rapp |

| Arbitro: | Thies |

|                                |           |                     |
| Çiçek 70’ (rig.) Lüchinger 79’ | Marcatori | 18’ Koné 64’ Malula |

| Arbitro: | von Mandach |

|                        |           |                         |
| Alves 70’ Schättin 76’ | Marcatori | 7’, 58’ Rapp 38’ Simani |

#### Seconda fase, girone di andata
| Arbitro: | Kanagasingam |

|                                                 |           |                                     |
| Bahloul 13’ (rig.), 44’ Lukembila 48’ Toure 79’ | Marcatori | 11’, 85’ Rapp 34’ Rahimi 39’ Sutter |

| Vaduz 4 febbraio 2022, ore 20:15 CET 20ª giornata | Vaduz   | 0 – 0 referto | Winterthur | Rheinpark (1 669 spett.)\| Arbitro: \| Schärli \| |
| Arbitro:                                          | Schärli |               |            |                                                   |

| Arbitro: | Drmic |

|                                        |           |                    |
| Müller 4’ Ardaiz 19’, 21’ Del Toro 54’ | Marcatori | 50’ Rapp 90’ Çiçek |

| Arbitro: | Turkes |

|                           |           |  |
| Çiçek 65’ (rig.) Rapp 73’ | Marcatori |  |

| Arbitro: | Odiet |

|                 |           |  |
| Labeau 32’, 90’ | Marcatori |  |

| Arbitro: | Wolfensberger |

|  |           |                             |
|  | Marcatori | 33’ Cvetković 36’ Schneider |

| Arbitro: | Thies |

|                         |           |                                   |
| Epitaux 77’ Nuzzolo 85’ | Marcatori | 3’, 15’ Giusto 38’ Fehr 90’ Çiçek |

| Arbitro: | von Mandach |

|                                 |           |                        |
| Omerović 57’ Rapp 82’ Đokić 86’ | Marcatori | 8’ (rig.), 62’ Sessolo |

| Arbitro: | Staubli |

|  |           |                          |
|  | Marcatori | 3’ Schwizer 47’ Havenaar |

#### Seconda fase, girone di ritorno
| Arbitro: | Odiet |

|                   |           |                              |
| Dobras 49’ (aut.) | Marcatori | 14’, 87’ Çiçek 38’, 41’ Rapp |

| Arbitro: | Wolfensberger |

|                            |           |                                        |
| Schmid 52’ Ibrišimović 90’ | Marcatori | 61’ Rodríguez 63’ Bislimi 79’ Del Toro |

| Arbitro: | Schärli |

|                                           |           |                       |
| Ltaief 29’ Lekaj 57’ Buess 66’ Ballet 90’ | Marcatori | 16’ Giusto 54’ Sutter |

| Arbitro: | Huwiler |

|                 |           |  |
| Sutter 12’, 26’ | Marcatori |  |

| Arbitro: | Turkes |

|                                      |           |  |
| Bürki 13’ Castroman 31’ Havenaar 55’ | Marcatori |  |

| Arbitro: | Piccolo |

|                                           |           |                |
| Çiçek 7’, 55’ Ris 32’ Fehr 51’ Giusto 60’ | Marcatori | 10’, 34’ Toure |

| Arbitro: | Odiet |

|  |           |           |
|  | Marcatori | 73’ Đokić |

| Arbitro: | von Mandach |

|                      |           |                    |
| Đokić 10’ Obexer 44’ | Marcatori | 21’ Pos 34’ Labeau |

| Arbitro: | Fähndrich |

|                  |           |                |
| Gashi 83’ (rig.) | Marcatori | 11’, 75’ Çiçek |

### Coppa del Liechtenstein
| 15 marzo 2022, ore 20:00 CET Quarti di finale | Ruggell II | 0 – 12 | Vaduz |  |

| 13 aprile 2022, ore 20:00 CEST Semifinale | Balzers | 1 – 3 | Vaduz |  |

| 3 maggio 2022, ore 20:00 CEST Finale | Vaduz | 3 – 1 | Eschen/Mauren |  |

### Europa Conference League
| Arbitro: | Shurman |

|                      |           |           |
| Stieber 7’ Tallo 64’ | Marcatori | 81’ Çiçek |

| Arbitro: | Ciochirca |

|           |           |                                        |
| Dobras 7’ | Marcatori | 28’ (rig.) Tallo 47’ Beridze 85’ Onovo |

## Statistiche

### Statistiche di squadra
| Competizione             | Punti | In casa | In casa | In casa | In casa | In casa | In casa | In trasferta | In trasferta | In trasferta | In trasferta | In trasferta | In trasferta | Totale | Totale | Totale | Totale | Totale | Totale | DR  |
| Competizione             | Punti | G       | V       | N       | P       | Gf      | Gs      | G            | V            | N            | P            | Gf           | Gs           | G      | V      | N      | P      | Gf     | Gs     | DR  |
| ------------------------ | ----- | ------- | ------- | ------- | ------- | ------- | ------- | ------------ | ------------ | ------------ | ------------ | ------------ | ------------ | ------ | ------ | ------ | ------ | ------ | ------ | --- |
| Challenge League         | 60    | 18      | 9       | 3       | 6       | 33      | 26      | 18           | 9            | 3            | 6            | 35           | 32           | 36     | 18     | 6      | 12     | 68     | 58     | +10 |
| Europa Conference League | -     | 1       | 0       | 0       | 1       | 1       | 3       | 1            | 0            | 0            | 1            | 1            | 2            | 2      | 0      | 0      | 2      | 2      | 5      | -3  |
| Coppa del Liechtenstein  | -     | 1       | 1       | 0       | 0       | 3       | 1       | 2            | 2            | 0            | 0            | 15           | 1            | 3      | 3      | 0      | 0      | 18     | 2      | +16 |
| Totale                   | 60    | 19      | 9       | 3       | 7       | 34      | 29      | 19           | 9            | 3            | 7            | 36           | 34           | 38     | 18     | 6      | 14     | 70     | 63     | +7  |

### Andamento in campionato
| Giornata  | 1 | 2 | 3 | 4 | 5 | 6 | 7 | 8 | 9 | 10 | 11 | 12 | 13 | 14 | 15 | 16 | 17 | 18 | 19 | 20 | 21 | 22 | 23 | 24 | 25 | 26 | 27 | 28 | 29 | 30 | 31 | 32 | 33 | 34 | 35 | 36 |
| --------- | - | - | - | - | - | - | - | - | - | -- | -- | -- | -- | -- | -- | -- | -- | -- | -- | -- | -- | -- | -- | -- | -- | -- | -- | -- | -- | -- | -- | -- | -- | -- | -- | -- |
| Luogo     | T | C | T | T | T | C | C | T | C | T  | C  | C  | T  | C  | C  | T  | C  | T  | T  | C  | T  | C  | T  | C  | T  | C  | C  | T  | C  | T  | C  | T  | C  | T  | C  | T  |
| Risultato | V | P | P | N | V | V | V | P | P | V  | V  | V  | N  | P  | V  | V  | N  | V  | N  | N  | P  | V  | P  | P  | V  | V  | P  | V  | P  | P  | V  | P  | V  | V  | N  | V  |
| Posizione | 3 | 5 | 7 | 7 | 5 | 3 | 3 | 4 | 6 | 4  | 2  | 2  | 2  | 2  | 2  | 1  | 1  | 1  | 1  | 1  | 3  | 3  | 3  | 3  | 3  | 3  | 3  | 3  | 4  | 4  | 4  | 4  | 4  | 4  | 4  | 4  |

Legenda:

Luogo: C = Casa; T = Trasferta. Risultato: V = Vittoria; N = Pareggio; P = Sconfitta.

### Statistiche dei giocatori
| G. Antoniazzi  | 0  | 0  | 0  | 0 |
| A. Behluli     | 0  | 0  | 0  | 0 |
| B. Büchel      | 34 | 0  | 1  | 0 |
| G. Capozzi     | 2  | 0  | 0  | 0 |
| G. Chande      | 3  | 0  | 0  | 0 |
| A. Destani     | 0  | 0  | 0  | 0 |
| K. Dobras      | 30 | 3  | 6  | 0 |
| F. Fehr        | 17 | 2  | 2  | 0 |
| M. Gajić       | 33 | 2  | 6  | 0 |
| C. Gasser      | 27 | 2  | 4  | 0 |
| M. Giusto      | 27 | 6  | 2  | 0 |
| Y. Gomes       | 14 | 0  | 3  | 0 |
| N. Hug         | 29 | 1  | 4  | 0 |
| E. Ibrišimović | 8  | 1  | 0  | 0 |
| K. Iodice      | 17 | 0  | 6  | 0 |
| D. Jäger       | 0  | 0  | 0  | 0 |
| G. Lüchinger   | 22 | 3  | 1  | 0 |
| S. Lüchinger   | 2  | 0  | 1  | 0 |
| L. Obexer      | 28 | 1  | 6  | 0 |
| A. Omerović    | 13 | 1  | 2  | 0 |
| J. Ospelt      | 0  | 0  | 0  | 0 |
| F. Rahimi      | 22 | 3  | 7  | 0 |
| S. Rapp        | 24 | 16 | 2  | 0 |
| J. Ris         | 18 | 1  | 1  | 0 |
| S. Santin      | 0  | 0  | 0  | 0 |
| F. Saglam      | 1  | 0  | 0  | 0 |
| Y. Schmid      | 29 | 1  | 3  | 1 |
| J. Schmied     | 3  | 1  | 1  | 0 |
| D. Simani      | 14 | 1  | 4  | 2 |
| T. Staubli     | 8  | 0  | 0  | 0 |
| N. Strübi      | 0  | 0  | 0  | 0 |
| M. Sutter      | 26 | 4  | 2  | 0 |
| D. Ulrich      | 33 | 0  | 10 | 0 |
| S. Wieser      | 0  | 0  | 0  | 0 |
| E. Zünd        | 0  | 0  | 0  | 0 |
| T. Çiçek       | 35 | 14 | 6  | 0 |
| D. Đokić       | 29 | 5  | 3  | 0 |